# Eschenau (Runkel)
Eschenau ist der kleinste Stadtteil von Runkel im mittelhessischen Landkreis Limburg-Weilburg.

## Geographie

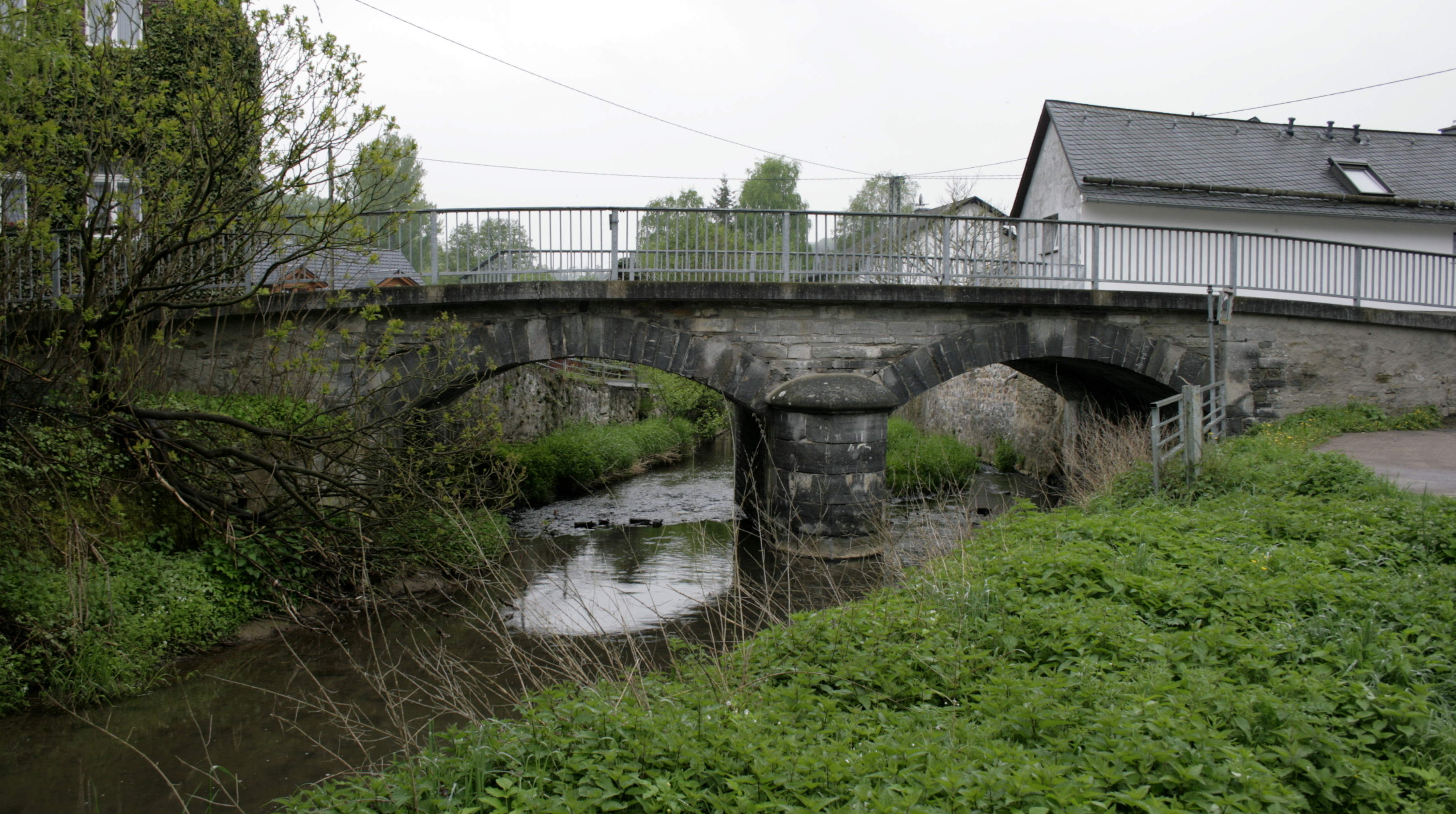
Brücke über den Kerkerbach in der Ortsmitte

Eschenau liegt im Nordosten des Limburger Beckens, rund 3,5 Kilometer nordöstlich der Kernstadt Runkel und rund zehn Kilometer nordöstlich der Kreisstadt Limburg an der Lahn. Der Ort wird von dem aus Richtung Nordosten kommenden Kerkerbach durchflossen.
Die Gemarkung ist in Ost-West-Richtung gestreckt. Sie grenzt im Westen an Niedertiefenbach, im Norden an Schupbach (beide Ortsteile von Beselich), im Osten an ein Waldstück, das zur Kernstadt Runkel gehört und im Süden an den Nachbarstadtteil Hofen. Die Grenze verläuft hier etwa einen Kilometer entlang der Runkeler Straße (L 3020). Der Ort selbst liegt auf rund 160 Metern Höhe im Osten der Gemarkung. Das Gelände steigt an den Hängen des Kerkerbachtals zunächst steil, dann weiter sanft nach Norden und Westen an. In der nordwestlichsten Ecke der Gemarkung werden rund 250 Meter Höhe erreicht. Die Gemarkung wird größtenteils von landwirtschaftlich genutzter Fläche im Westen geprägt. Der große Mischwald, an dessen Ostrand Eschenau liegt, gehört größtenteils zu den Gemarkungen der benachbarten Orte. Auf eigenem Eschenauer Gebiet befinden sich lediglich einige kleinere Waldstücke südwestlich des Orts und östlich des Kerkerbachs sowie die Aue des Kerkerbachs.

## Geschichte
Diese Niederlassung geht auf einen Gutshof der Herren von Runkel zurück.

### Ortsadel

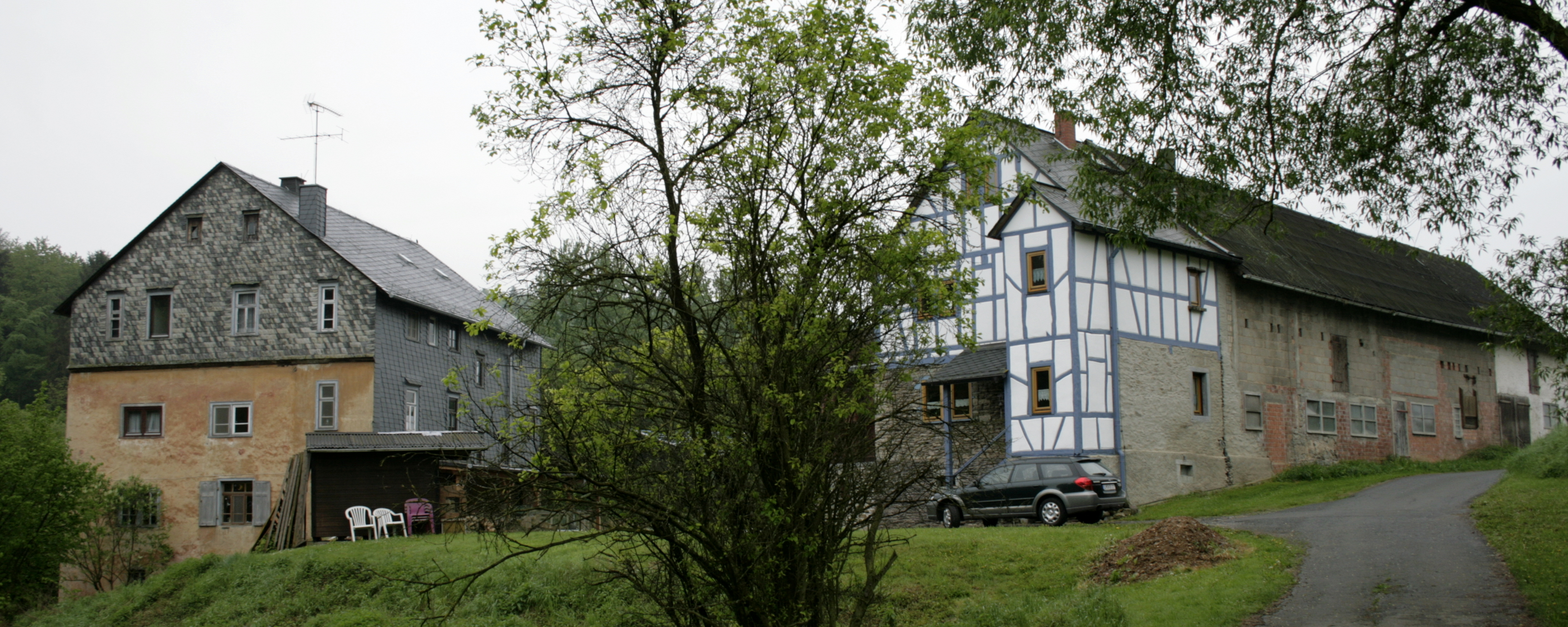
Eschenauer Mühle, früher Sitz der Adelsfamilie, links im Bild der älteste Teil der Anlage

Eschenau war der Sitz einer niederadligen Familie. Erstmals verbürgt ist sie für im Jahr 1220 mit der Nennung eines Herrmann von Eschenau, bei dem es sich um einen Burgmann der Burg Runkel handelte. Ein zumindest lückenhafter Stammbaum des Geschlechts lässt sich aber erst ab 1264 mit der Nennung eines F. von Eschenau anlegen. Ein Festes Haus am Ortsrand war der Sitz des Geschlechts. Zu Beginn des 20. Jahrhunderts verlor die Anlage bei einem Umbau ihren Turm und den größten Teil der übrigen befestigten Gebäudeteile. In Eschenau selbst scheint die Familie schon bald erloschen zu sein. Die letzte Überlieferung nennt 1289 einen Heinrich von Eschenaus. Die Grafen von Diez übernahmen den befestigten Sitz der Familie. Spätestens 1316 war er zu einer Mühle umgewandelt. Im Jahr 1376 fiel die Wassermühle an die Herrschaft Runkel, 1612 an Westerburg und 1648 an Wied-Runkel. 1734 übernahm der Müllermeister Christoph Becker das Anwesen in Erbpacht. Seine Nachkommen sind heute die Besitzer der Immobilie, die durch weitere Gebäude ergänzt wurde. Bis 1960 war die Mühle in Betrieb, heute beherbergt das Gebäude einen Nebenerwerbs-Bauernhof.
Verwandte der Adelsfamilie gehörten dem Patriziat der Stadt Limburg an. Diese Familie Eschenauer ist 1322 erstmals genannt. 1367 stiftete ein Klaus Eschenauer einen Nikolaus-Altar im Limburger Spital, was ihn als wohlhabenden Bürger der Stadt ausweist. Die Familie wies Heiratsverbindungen innerhalb des Limburger Stadtadels und zum Niederadel der umliegenden Region auf. Zahlreiche Mitglieder scheinen Münzer gewesen zu sein. Außerdem sind Träger des Schöffen- und des Schultheißenamts verbürgt. Als letztes Mitglied wird zwischen 1491 und 1493 ein Kuno von Eschenau genannt, der kurz darauf gestorben sein muss. Eine Margarete von Eschenau verkaufte am 9. Februar 1527 zusammen mit ihrem Ehemann Peter Stumpf, Vogt zu Simmern, Güter zu Baldeneck und Buch an den Erzbischof von Trier.
Eine Episode aus der Limburger Chronik des Tilemann Elhen von Wolfhagen verarbeitet der spätere Literaturnobelpreisträger Paul Heyse zu der Novelle Bruder Siechentrost. Dort lässt er die Patrizierfamilie Eschenau auftreten, allerdings mit dichterischer Freiheit als Leinenwebersippe.

### Johanniter-Niederlassung

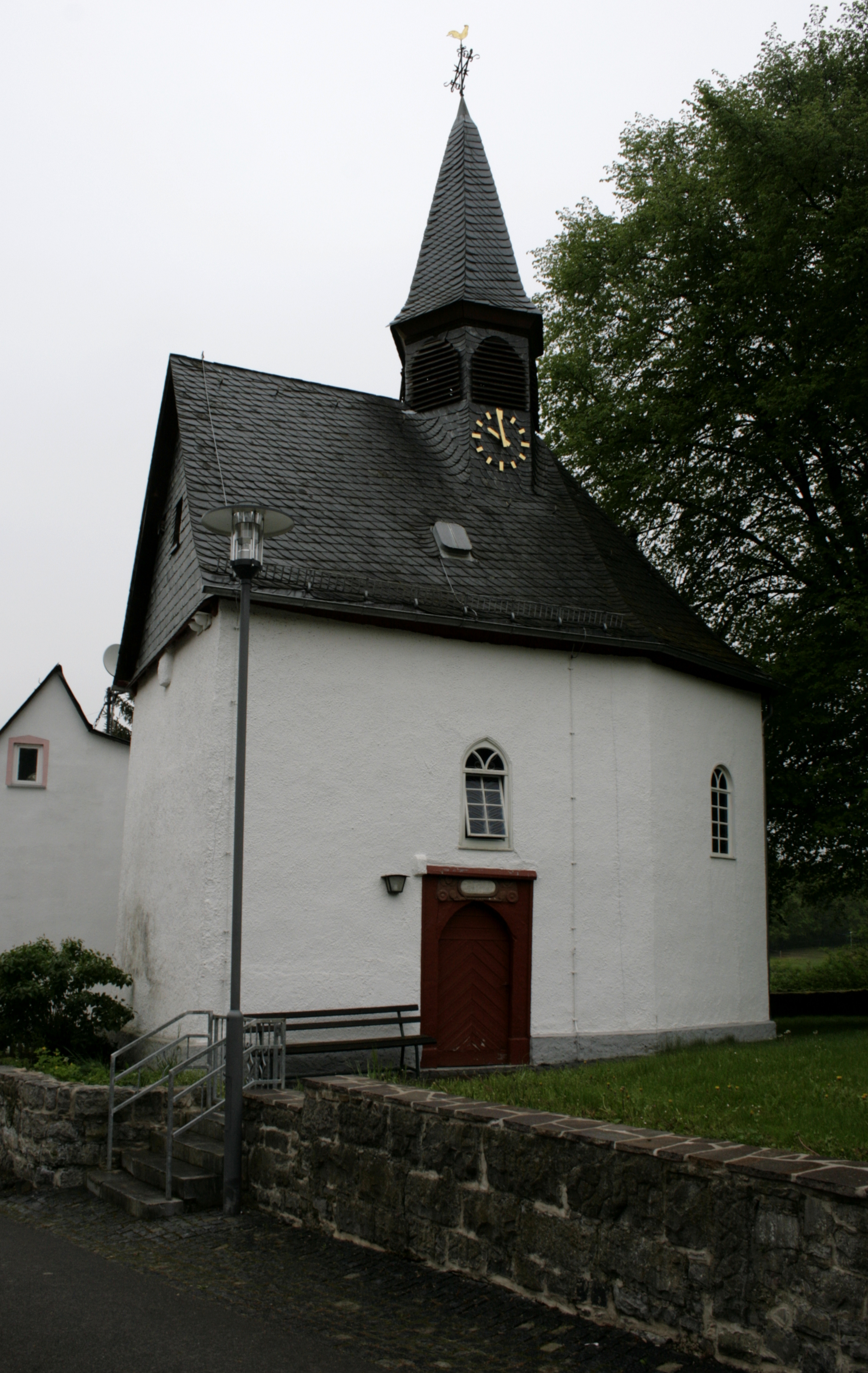
Kapelle

Um das Jahr 1303 errichtete Bela von Runkel auf diesem Gut eine Kapelle, die sie vermutlich unter dem Einfluss ihres Neffen Heinrich von Runkel, Komtur von Nidda, in den Jahren 1316 dem Johanniterorden übertrug. Zuvor hatte Heinrich von Runkel in Eschenau einige Güter erworben, um damit diese Niederlassung auszustatten. Die wirtschaftliche Basis dieses Ordenshauses war sehr schmal, da das Gebiet an der Lahn stark mit Klöstern und Stiften durchsetzt war. Außerdem waren die Herren von Runkel nicht in der Lage, dem Ordenshaus durch umfangreiche Schenkungen einen gesicherten Bestand zu garantieren. Die Stifterin Bela bedachte zudem in ihrem Testament nicht die Johanniter, sondern vermachte ihre Güter Angehörigen ihrer Familie. Einen Versuch zur Verbesserung der wirtschaftlichen Lage machte im Jahr 1332 der Comtur Conrad Wambold von Niederweisel, der dem in eine Notlage geratenen Dietrich von Runkel seine Güter in Eschenau, allerdings gegen die Zusicherung des Einlösungsrechtes, abkaufte. Die Niederlassung wurde der Kommende Niederweisel unterstellt. Die letzte urkundliche Erwähnung stammt aus dem Jahr 1336, und bereits 1341 waren in Eschenau keine Johanniter mehr anzutreffen. Dietrich von Runkel scheint also bald nach 1336 seine Güter wieder zurückgekauft zu haben. Dadurch war die wirtschaftliche Grundlage des Hauses weiter verringert worden und der Orden verkaufte seine Güter in Eschenau.

### Feuerlöschwesen
In der ersten Hälfte des 19. Jahrhunderts bildeten die sechs Gemeinden Obertiefenbach, Heckholzhausen, Gaudernbach, Wirbelau, Eschenau und Schupbach einen Löschbezirk. Bei ausbrechendem Brand hatten sofort bestimmte Einwohner mit vier angeschirrten Pferden die in Schupbach stationierte Feuerspritze zu holen.

### Schienenverkehr
Am 5. November 1887 erhielt der Ort einen Bahnanschluss für den Güterverkehr und am 1. Juni 1888 für den Personenverkehr durch die Schmalspurstrecke der Kerkerbachbahn, die am 17. Dezember 1960 stillgelegt wurde.

### Hessische Gebietsreform (1970–1977)
Im Zuge der Gebietsreform in Hessen fusionierten die bis dahin selbständige Gemeinde Eschenau und weitere Gemeinden am 31. Dezember 1970 freiwillig mit der Stadt Runkel. Dadurch wurde Eschenau ein Stadtteil von Runkel.
Für die eingegliederten Gemeinden sowie für die Kernstadt wurde je ein Ortsbezirk mit Ortsbeirat und Ortsvorsteher nach der Hessischen Gemeindeordnung gebildet.

### Verwaltungsgeschichte im Überblick
Die folgende Liste zeigt die Staaten bzw. Herrschaftsgebiete und deren untergeordnete Verwaltungseinheiten, in denen Eschenau lag:
- vor 1806: Heiliges Römisches Reich, Grafschaft (seit 1791 Fürstentum) zu Wied-Runkel, Amt oder Herrschaft Runkel
- 1806–1813: Großherzogtum Berg, Département Sieg, Arrondissement Dillenburg, Kanton Runkel (ab 1811 Kanton Hadamar)
- 1813–1815: Fürstentum Nassau-Oranien, Amt Runkel
- ab 1816: Herzogtum Nassau, Amt Runkel
- ab 1849: Herzogtum Nassau, Kreisamt Limburg[Anm. 1]
- ab 1854: Herzogtum Nassau, Amt Runkel
- ab 1867: Norddeutscher Bund[Anm. 2], Königreich Preußen, Provinz Hessen-Nassau, Regierungsbezirk Wiesbaden, Oberlahnkreis[Anm. 3]
- ab 1871: Deutsches Reich, Königreich Preußen, Provinz Hessen-Nassau, Regierungsbezirk Wiesbaden, Oberlahnkreis
- ab 1918: Deutsches Reich, Freistaat Preußen, Provinz Hessen-Nassau, Regierungsbezirk Wiesbaden, Oberlahnkreis
- ab 1944: Deutsches Reich, Freistaat Preußen, Provinz Nassau, Oberlahnkreis
- ab 1945: Amerikanische Besatzungszone, Groß-Hessen, Regierungsbezirk Wiesbaden, Oberlahnkreis
- ab 1946: Amerikanische Besatzungszone, Land Hessen, Regierungsbezirk Wiesbaden, Oberlahnkreis
- ab 1949: Bundesrepublik Deutschland, Land Hessen, Regierungsbezirk Wiesbaden, Oberlahnkreis
- ab 1968: Bundesrepublik Deutschland, Land Hessen, Regierungsbezirk Darmstadt, Oberlahnkreis
- ab 1971: Bundesrepublik Deutschland, Land Hessen, Regierungsbezirk Darmstadt, Oberlahnkreis, Stadt Runkel[Anm. 4]
- ab 1974: Bundesrepublik Deutschland, Land Hessen, Regierungsbezirk Darmstadt, Landkreis Limburg-Weilburg, Stadt Runkel
- ab 1981: Bundesrepublik Deutschland, Land Hessen, Regierungsbezirk Gießen, Landkreis Limburg-Weilburg, Stadt Runkel

## Bevölkerung

### Einwohnerentwicklung
| Eschenau: Einwohnerzahlen von 1834 bis 2020 | Eschenau: Einwohnerzahlen von 1834 bis 2020 | Eschenau: Einwohnerzahlen von 1834 bis 2020 | Eschenau: Einwohnerzahlen von 1834 bis 2020 | Eschenau: Einwohnerzahlen von 1834 bis 2020 |
| --- | ------------------------------------------- | ------------------------------------------- | ------------------------------------------- | ------------------------------------------- |
| Jahr |                                             |                                             |                                             | Einwohner                                   |
| 1834 | 1834                                        |                                             | 203                                         | 203                                         |
| 1840 | 1840                                        |                                             | 203                                         | 203                                         |
| 1846 | 1846                                        |                                             | 203                                         | 203                                         |
| 1852 | 1852                                        |                                             | 224                                         | 224                                         |
| 1858 | 1858                                        |                                             | 230                                         | 230                                         |
| 1864 | 1864                                        |                                             | 255                                         | 255                                         |
| 1871 | 1871                                        |                                             | 237                                         | 237                                         |
| 1875 | 1875                                        |                                             | 217                                         | 217                                         |
| 1885 | 1885                                        |                                             | 235                                         | 235                                         |
| 1895 | 1895                                        |                                             | 216                                         | 216                                         |
| 1905 | 1905                                        |                                             | 219                                         | 219                                         |
| 1910 | 1910                                        |                                             | 214                                         | 214                                         |
| 1925 | 1925                                        |                                             | 211                                         | 211                                         |
| 1939 | 1939                                        |                                             | 205                                         | 205                                         |
| 1946 | 1946                                        |                                             | 290                                         | 290                                         |
| 1950 | 1950                                        |                                             | 304                                         | 304                                         |
| 1956 | 1956                                        |                                             | 276                                         | 276                                         |
| 1961 | 1961                                        |                                             | 285                                         | 285                                         |
| 1967 | 1967                                        |                                             | 265                                         | 265                                         |
| 1970 | 1970                                        |                                             | 265                                         | 265                                         |
| 1980 | 1980                                        |                                             | ?                                           | ?                                           |
| 1990 | 1990                                        |                                             | ?                                           | ?                                           |
| 2000 | 2000                                        |                                             | ?                                           | ?                                           |
| 2011 | 2011                                        |                                             | 309                                         | 309                                         |
| 2015 | 2015                                        |                                             | 279                                         | 279                                         |
| 2020 | 2020                                        |                                             | 273                                         | 273                                         |
| Datenquelle: Historisches Gemeindeverzeichnis für Hessen: Die Bevölkerung der Gemeinden 1834 bis 1967. Wiesbaden: Hessisches Statistisches Landesamt, 1968. Weitere Quellen: LAGIS; Stadt Runkel; Zensus 2011 |                                             |                                             |                                             |                                             |

### Einwohnerstruktur 2011
Nach den Erhebungen des Zensus 2011 lebten am Stichtag dem 9. Mai 2011 in Eschenau 309 Einwohner. Darunter waren 6 (1,9 %) Ausländer.
Nach dem Lebensalter waren 75 Einwohner unter 18 Jahren, 117 zwischen 18 und 49, 66 zwischen 50 und 64 und 54 Einwohner waren älter.
Die Einwohner lebten in 114 Haushalten. Davon waren 24 Singlehaushalte, 36 Paare ohne Kinder und 42 Paare mit Kindern, sowie 9 Alleinerziehende und keine Wohngemeinschaften. In 24 Haushalten lebten ausschließlich Senioren und in 78 Haushaltungen lebten keine Senioren.

### Religionszugehörigkeit
| • 1885: | 234 evangelische (= 99,57 %), ein katholischer (= 0,43 %) Einwohner        |
| • 1961: | 230 evangelische (= 80,70 %), 49 römisch-katholische (= 17,19 %) Einwohner |

## Politik
Seit den Kommunalwahlen in Hessen 2021 ist der Ortsvorsteher Frank Fürstenfelder.

## Vereine
Einziger Ortsverein ist die im Jahr 1934 gegründete Freiwillige Feuerwehr Eschenau, zu der die am 12. Mai 2001 gegründete Jugendfeuerwehr gehört. Ein Turnverein ist gleichermaßen im Nachbarort Hofen und in Eschenau aktiv. Zusammen mit Schadeck bilden die Sportvereine der beiden Orte zudem eine Fußball-Spielgemeinschaft. Es existiert ein Singkreis, der jedoch kein eingetragener Verein ist.

## Infrastruktur
Eschenau verfügt über ein im Jahr 1902 erbautes Gemeinschaftshaus und ein heute noch funktionsfähiges Backhaus. Die Freiwillige Feuerwehr Eschenau, gegr. 1934 (seit 12. Mai 2001 mit Jugendfeuerwehr), sorgt für den abwehrenden Brandschutz und die allgemeine Hilfe. Das Dorfgemeinschaftshaus befindet sich in der Ortsmitte.

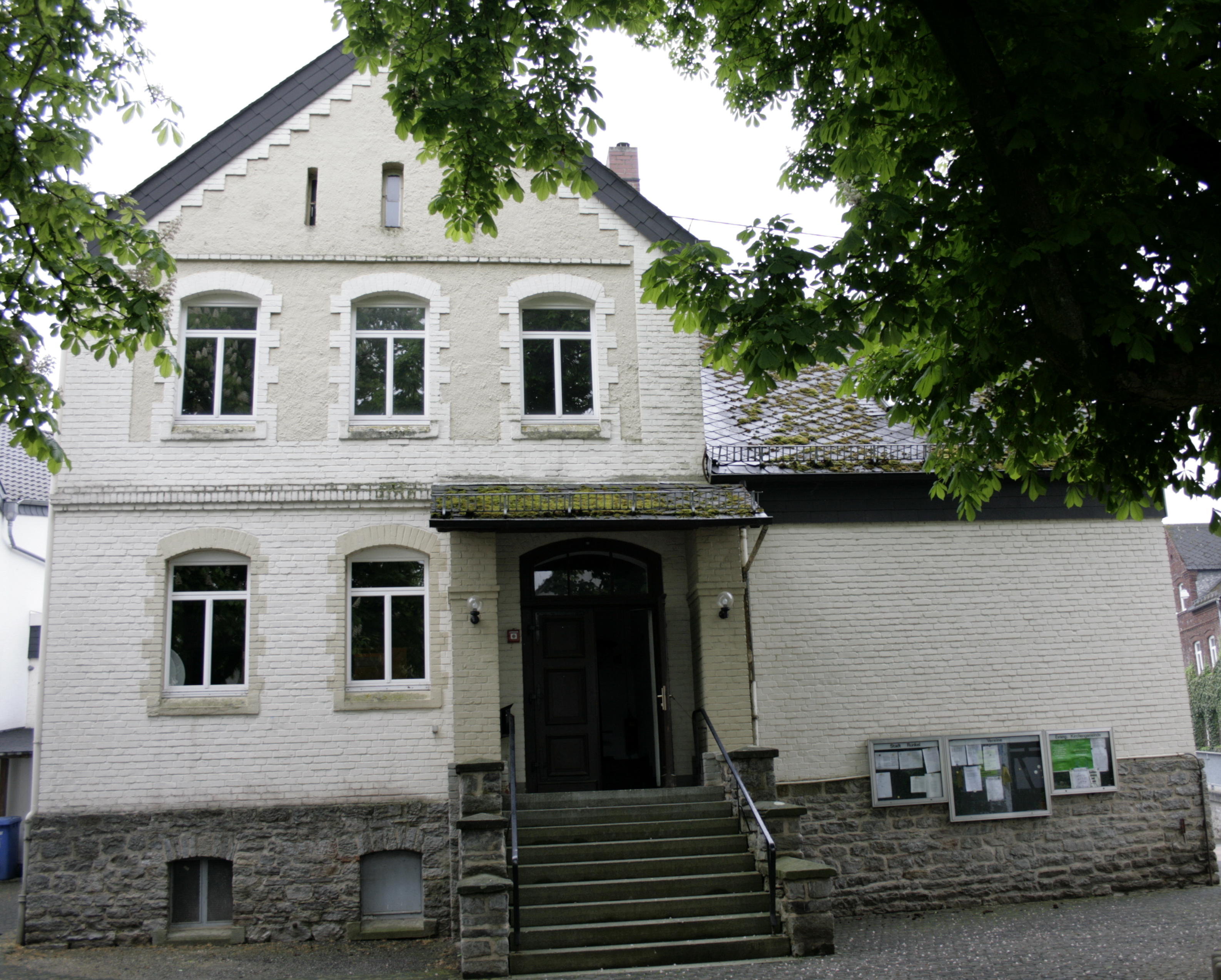
Dorfgemeinschaftshaus
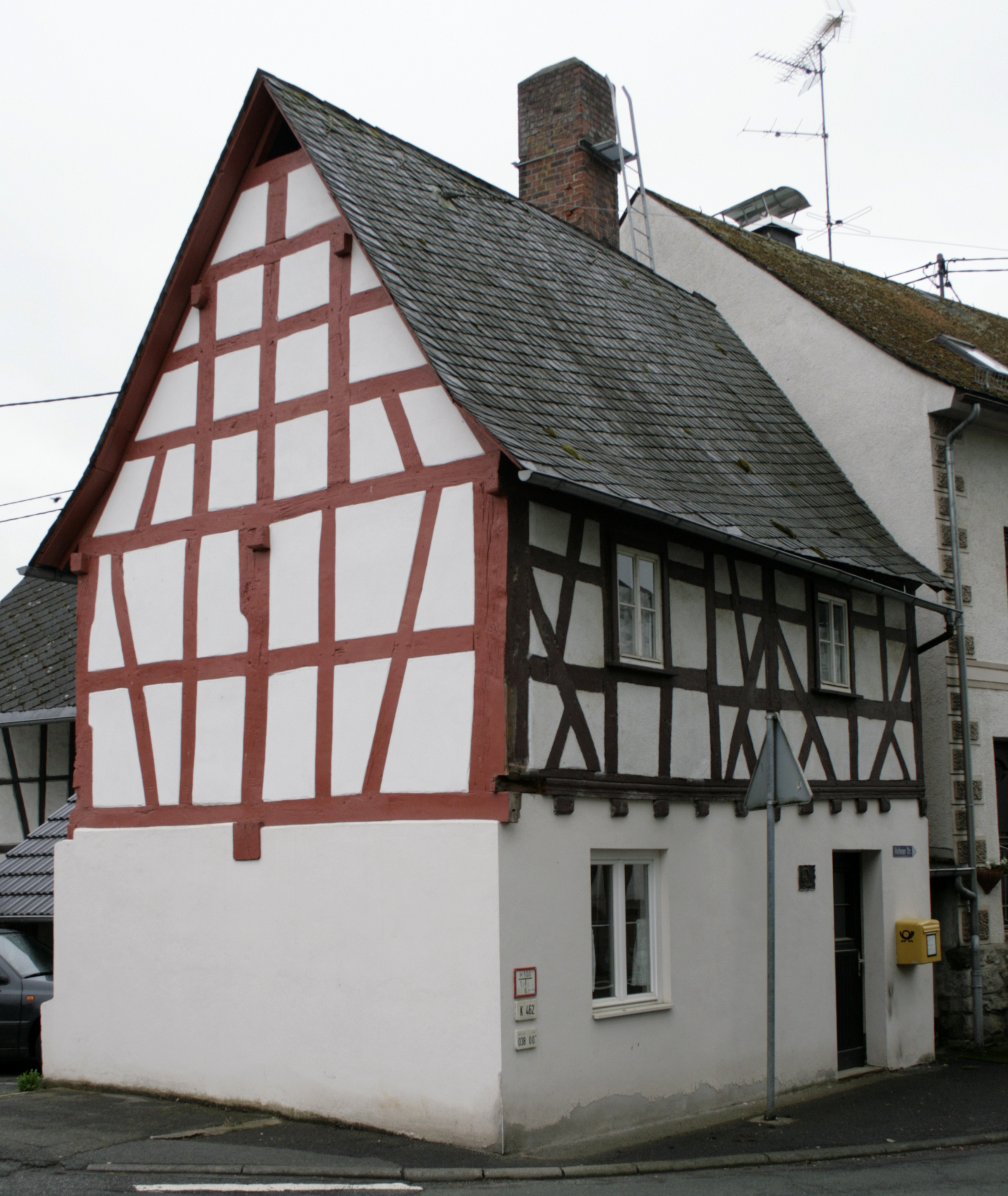
Backhaus